# بروتوكول إس إس إتش لنقل الملفات
في الحوسبة، بروتوكول SSH لنقل الملفات أو بروتوكول القشرة الآمنة لنقل الملفات (ويسمى أحياناً بروتكول النقل الآمن للملفات أو إس إف تي بي (بالإنجليزية: SFTP)‏) هو بروتوكول شبكات يتيح وظائف الوصول للملفات ونقلها وإدارتها فوق أي بروتوكول نقل بيانات يعتمد عليه (بالإنجليزية: reliable)‏.
صممته اللجنة الخاصة لنظام الإنترنت (بالإنجليزية: IETF)‏ كإضافة للإصدار 2.0 من القشرة الآمنة (بالإنجليزية: SSH)‏ ليقدم وظيفة النقل الآمن للملفات، ولكي يستخدم أيضاً مع البروتوكولات الأخرى. تذكر مسودة IETF أنه بالرغم من أن هذا البروتوكول موصوف في سياق بروتوكول SSH-2 إلا أنه عام وغير معتمد على باقي أجزاء بروتوكول SSH-2. ويمكن استخدامه في العديد من التطبيقات، كالنقل الآمن للملفات على بروتوكول أمن طبقة النقل (بالإنجليزية: Transport Layer Security أو TLS)‏ ونقل المعلومات الإدارية في تطبيقات الشبكات الافتراضية خاصة.
يفترض هذا البروتوكول العمل على قناة آمنة، مثل القشرة الآمنة (بالإنجليزية: SSH)‏، بحيث أن الخادم قد قام بالفعل بالاستيقان من العميل، وأن هوية العميل متاحة ليستخدمها البروتوكول.